# Aleksandar Jovanović
Aleksandar Jovanović (Niš, Serbia, 6 de diciembre de 1992) es un futbolista serbio que juega como portero en el Kocaelispor de la Superliga de Turquía.

## Trayectoria
Jovanovic comenzó su andadura en el Palilulac serbio y después pasó por otros clubes de este campeonato: Rad, FK Palic Koming, Donji Srem y Radnicki Nis antes de recalar en Dinamarca, donde jugaría durante dos temporadas en las filas del Aarhus GF danés.
El guardameta fue internacional con la selección de fútbol de Serbia. Debutó en un amistoso ante Ucrania en Kiev que se disputó en noviembre de 2016. 
En agosto de 2018 firmó hasta 2021 un contrato con la Sociedad Deportiva Huesca de la Primera División de España. Un año después de su fichaje, regresó al Aarhus GF como cedido por una temporada. En enero de 2020 regresó al conjunto oscense que, antes del cierre del periodo de fichajes, lo prestó al R. C. Deportivo de La Coruña hasta el término de la temporada.
El 15 de septiembre rescindió su contrato con el equipo aragonés y fichó por el Apollon Limassol.

## Clubes
| Club                                  | País      | Año       |
| ------------------------------------- | --------- | --------- |
| F. K. Palilulac                       | Serbia    | 2010-2011 |
| F. K. Rad Belgrado                    | Serbia    | 2010-2011 |
| F. K. Palic Koming                    | Serbia    | 2011-2012 |
| F. K. Rad Belgrado                    | Serbia    | 2012-2014 |
| F. K. Donji Srem                      | Serbia    | 2014-2015 |
| F. K. Radnički Niš                    | Serbia    | 2015-2016 |
| Aarhus GF                             | Dinamarca | 2016-2018 |
| S. D. Huesca                          | España    | 2018-2020 |
| Aarhus GF (cedido)                    | Dinamarca | 2019      |
| R. C. Deportivo de La Coruña (cedido) | España    | 2020      |
| Apollon Limassol                      | Chipre    | 2020-2023 |
| Partizán de Belgrado                  | Serbia    | 2023-2025 |
| Kocaelispor                           | Turquía   | 2025-     |

## Palmarés

### Títulos nacionales
| Título                     | Club             | País   | Año  |
| -------------------------- | ---------------- | ------ | ---- |
| Primera División de Chipre | Apollon Limassol | Chipre | 2022 |
| Supercopa de Chipre        | Apollon Limassol | Chipre | 2022 |